# اولگا یوکوا
اولگا یوکوا (انگلیسی: Olga Yevkova؛ زادهٔ ۱۵ ژوئیهٔ ۱۹۶۵) بازیکن بسکتبال اهل روسیه است.